# Тест-пойнт
Тест-пойнт (англ. test points — ключевые точки) — точка на электронном оборудовании, дающая доступ к программному обеспечению в случае программной или аппаратной ошибки. В частности, тест-пойнты, расположенные на плате мобильного телефона, позволяют записывать в загрузочную область какую-либо информацию .
Эти точки могут быть разных модификаций, например, дорожка на плате, определённый контакт или совокупность контактов. Обычно, чтобы изменить загрузочную часть телефона, а также модифицировать возможности телефона, необходимо «разрезать» тест-пойнт (то есть замкнуть или перерезать его).
Тест-пойнты используют для отключения внутреннего загрузчика (bootcore) мобильных телефонов, которые по умолчанию не допускают в свою прошивку чужой загрузчик. После выполнения процедуры отключения загрузчика через тест-пойнты, становятся возможными разблокировка мобильного телефона (снятие SIM lock), перепрошивка телефона с повреждённым программным обеспечением или прошивка телефона новым программным обеспечением.
Для точного и быстрого доступа к тест-пойнтам на плате могут использоваться специальные коннекторы, которые накладываются на разобранный мобильный телефон и соединяют телефон с компьютером либо самостоятельным разблокирующим устройством. Кроме коннекторов могут использоваться также специальные тест-пойнт-кабели, представляющие собой провода с иглами той или иной толщины на концах.